# Длакави скелар
Длакави скелар (лат. Carcharodus flocciferus) врста је лептира из породице скелара (лат. Hesperiidae).

## Опис врсте
Овај лептир на први поглед делује тамније и мало крупније, али се од сродних врста не разликује лако.

## Распрострањење и станиште
Настањује травната станишта као и слезов скелар, али обично нешто сувља. Има га у јужној и средњој Европи

## Биљке хранитељке
Биљке хранитељке овом лептиру су: чистац, ранилист, барски црвени чистац и шумски црвени чистац (Stachys spp.).